# Barnby (Suffolk)
Barnby is een civil parish in het bestuurlijke gebied East Suffolk, in het Engelse graafschap Suffolk met 490 inwoners.